# Platt vedblomfluga
Platt vedblomfluga (Lejota ruficornis) är en tvåvingeart som först beskrevs av Johan August Wahlberg 1843.  Platt vedblomfluga ingår i släktet vedblomflugor, och familjen blomflugor.
Artens utbredningsområde är Sverige. Enligt den finländska rödlistan är arten sårbar i Finland. Arten är reproducerande i Sverige. Artens livsmiljö är friska och lundartade naturmoar. Inga underarter finns listade i Catalogue of Life.